# (7325) 1981 QA1
1981 كيو أي 1 (ويعرف أيضًا باسم (7325) 1981 كيو أي 1 وفق تسمية الكوكب الصغير) (بالإنجليزية: 1981 QA1)‏ هو كويكب ضمن حزام الكويكبات؛ وترتيبه 7325 من حيث الاكتشاف.
اكتُشف هذا الجُرم الفلكي بواسطة Zdeňka Vávrová ‏ في 28 أغسطس 1981.

## وصلات خارجية
- (7325) 1981 QA1 في قاعدة بيانات مختبر الدفع النفاث لأجرام النظام الشمسي الصغيرة

- الاكتشاف · مخطط المدار ·  العناصر المدارية · المعلمات المادية

- (7325) 1981 QA1 على موقع ويكي سكاي: DSS2, SDSS, GALEX, IRAS, Hydrogen α, X-Ray, Astrophoto, Sky Map, Articles and images